# ОШ „Живадинка Дивац” Крагујевац
ОШ „Живадинка Дивац” Крагујевац је државна установа основног образовања, основана 1910. године, као школа „Становљанска” у месној заједници Станово.
Школа је са радом као основна школа са два комбинована одељења у приватној згради. Њен рад је повремено прекидан у време Балканских ратова 1912. и једно време 1913. године. Зграда која и данас постоји саграђена је 1931. године указом Краља Александра I Карађорђевића и добија назив „Државна основна школа Становљанска”. Школска зграда имала је две учионице и два стана за учитеље. Направили су је сами мештани Станова и Малих Пчелица добровољним радом, кулуком и прилозима грађана. Од тада па до 1962. године школа ради као четвороразредна када се отвара и пети разред. У школи постоји архива и докази о току градње и архивски списи од веома велике вредности.
У наредним годинама школа се проширује тако да 1965. године постаје потпуно осморазредна школа са 15 одељења. Повећање броја ученика, односно повећање броја одељења и прерастање школе у осморазредну, условљено је повећаним досељавањем становништва на простор Станова. Школа постаје преуска за повећани број ученика.
Повећање школског простора вршено је у више наврата адаптацијом школске зграде и доградњом учионица, изградњом објекта монтажног типа и најзад, дограђивањем спрата на зиданој згради. Иако је све то урађено, услови за рад у школи су годинама били тешки. Радило се годинама у три смене. Иако је школа већ 1967. године једна од већих школа у граду, настава се одвијала у учионицама које нису увек потпуно одговарајуће, без кабинета, специјализованих учионица, фискултурне сале.
Упоредо са променама у физичком лику школе, догађале су се и друге врло битне промене. Школа је, наиме, радила до 1978. године у саставу ОШ „Станислав Сремчевић” када се одваја од ње и добија име данашње име. Школске 1982/1983. године школа је јенда од највећих у овом делу Крагујевца и броји 1500 ученика.
Растерећивање школе врши се 1979. године отварањем четвороразредне школе у Ердечу, која ради као истурено одељење школе „Живадинка Дивац”, а потом одвајањем школе, ОШ „Драгиша Михаиловић” 1984. године којој се припаја и четвороразредна школа у Малим Пчелицама и најзад, прерастањем школе у Ердечу у осморазредну школу „Доситеј Обрадовић” 1989. године. Дакле, у склопу ОШ „Живадинка Дивац” радиле су школе као истурена одељења у Ердечу и Малим Пчелицама, а и део наставног кадра и ученика додељен је 1984. године новоотвореној школи „Драгиша Михаиловић”.
У свом дугом и успешном трајању школа је образовала и васпитавала бројне генерације, оспособљавала их за даље школовање и живот. Настојала је да учествовањем на разним такмичењима постиже што бољи успех и оствари своје место у просветном животу града.